# 2002 en arts plastiques
| Années des arts plastiques : 1999 - 2000 - 2001 - 2002 - 2003 - 2004 - 2005    |
| Décennies des arts plastiques : 1970 - 1980 - 1990 - 2000 - 2010 - 2020 - 2030 |

Cette page concerne l'année 2002 en arts plastiques.

## Décès
- 6 janvier : Serge Brignoni, peintre et sculpteur suisse (° 12 octobre 1903),
- 10 janvier : Barbara, peintre italienne du futurisme (° 15 mars 1915),
- 11 janvier : Jan Burssens, peintre belge (° 27 juin 1925),
- 13 janvier : André Renoux, peintre, graveur et lithographe français (° 7 mai 1939),
- 14 janvier : Jim Leon, peintre britannique (° 12 novembre 1938),
- 15 janvier : Eugène Brands, peintre, poète et écrivain néerlandais (° 15 janvier 1913),
- 16 janvier : Suzanne Lansé, peintre française (° 9 juillet 1898),
- 28 janvier : Jean Piaubert, peintre français (° 27 janvier 1900),
- 19 février : Lila De Nobili, peintre et créatrice de costumes et de décors d'opéra italienne (° 3 septembre 1916),
- 21 février : Marinette Mathieu, peintre et plasticienne française (° 22 novembre 1903),
- 22 février : Ákos Bíró, peintre hongrois (° 9 avril 1911),
- 3 mars : Toshimitsu Imaï, peintre japonais (° 6 mai 1928),
- 6 mars : Ralph Rumney, peintre britannique (° 5 juin 1934),
- 12 mars : Jean-Paul Riopelle, peintre québécois (° 5 août 1913),
- 14 mars : Germain Bonel, peintre français d'origine catalane (° 5 août 1913),
- 15 mars : Edouard Zelenine, peintre soviétique puis russe (° 8 août 1938),
- 19 mars : Willy Suter, peintre suisse (° 3 juillet 1918),
- 28 mars : Amdo Jampan, peintre tibétain (° 1911),
- 5 avril : Raymond Guerrier, peintre français (° 3 janvier 1920),
- 12 avril :
  - Jacques Poirier, peintre et illustrateur français (° 23 février 1928),
  - Jacques Poli, peintre français (° 1er juillet 1938),
- 14 avril : Michel Terrasse, peintre et décorateur français (° 22 octobre 1928),
- 19 avril : Alberto Beltrán, peintre, muraliste, illustrateur, caricaturiste et graveur mexicain (° 22 mars 1923),
- 19 mai : Giuseppe Maria Scotese, réalisateur, scénariste et peintre italien (° 26 janvier 1916),
- 21 mai : Niki de Saint Phalle, peintre et sculptrice franco-américaine.
- 30 mai : Jean-Denis Malclès, peintre, affichiste et décorateur français (° 15 janvier 1912),
- 14 juin : Andréas Rosenberg, peintre aquarelliste français d'origine austro-ukrainienne (° 21 avril 1906),
- 19 juin : Guy de Vogüé, peintre français (° 6 février 1929),
- 22 juin : Widayat, peintre indonésien (° 9 mars 1919),
- 26 juin : Maximiliano Kosteki, peintre argentin (° 3 juillet 1979),
- 28 juin : Erik Dietman, sculpteur, peintre et dessinateur suédois (° 11 septembre 1937),
- 14 juillet : Roger Montané, peintre français (° 21 février 1916),
- 24 juillet : Jean-Claude Loutsch, médecin ophthalmologue, historien, héraldiste, généalogiste et peintre héraldiste luxembourgeois (° 21 juillet 1932),
- 3 août : Niculiţă Secrieriu, peintre roumain (° 1938),
- 11 août : Jiří Kolář, collagiste, poète, écrivain, peintre et traducteur austro-hongrois puis tchécoslovaque, tchèque et français (° 24 septembre 1914),
- 12 août : David Malkin, sculpteur et peintre russe (° 23 mars 1910),
- 28 août : Philippe Artias, peintre français (° 3 septembre 1912),
- 5 septembre :
  - René Duvillier, peintre français (° 3 avril 1919),
  - Ohno Hidekata, peintre et calligraphe japonais (° 1922),
- 12 septembre : Thomas Papadoperakis, peintre grec (° 13 juin 1908),
- 30 septembre : Freddy Tiffou, peintre franco-algérien (° 1er avril 1933),
- 19 octobre : Jabbar Gasimov, peintre et affichiste d'Azerbaïdjan (° 9 février 1935),
- 29 octobre : Dragan Malesevic Tapi, peintre yougoslave (° 22 janvier 1949),
- 2 novembre : Robert Thon, peintre français (° 1er août 1929),
- 9 novembre : Henri Plisson, peintre, céramiste et enseignant français (° 20 septembre 1908),
- 23 novembre : Roberto Matta, peintre chilien considéré comme le dernier des surréalistes (° 11 novembre 1911),
- 25 novembre : Victor Vic-Daumas,  peintre et médailleur français (° 24 juillet 1909),
- 26 novembre : Neşet Günal, peintre turc (° 1923),
- 1er décembre : Roberto Montenegro, peintre et graveur mexicain († 4 janvier 1909),
- 20 décembre : Claude Durrens, graveur français († 22 août 1921),
- 27 décembre : Louis Toncini, peintre français († 30 novembre 1907),

- ? :
  - Jean Chevalier, peintre et écrivain français (° 1913),
  - Henk van Gemert, peintre néerlandais (° 16 mars 1913),
  - Felicia Pacanowska, peintre et graveuse polonaise (° 1907).